# Lijst van straten in Harelbeke

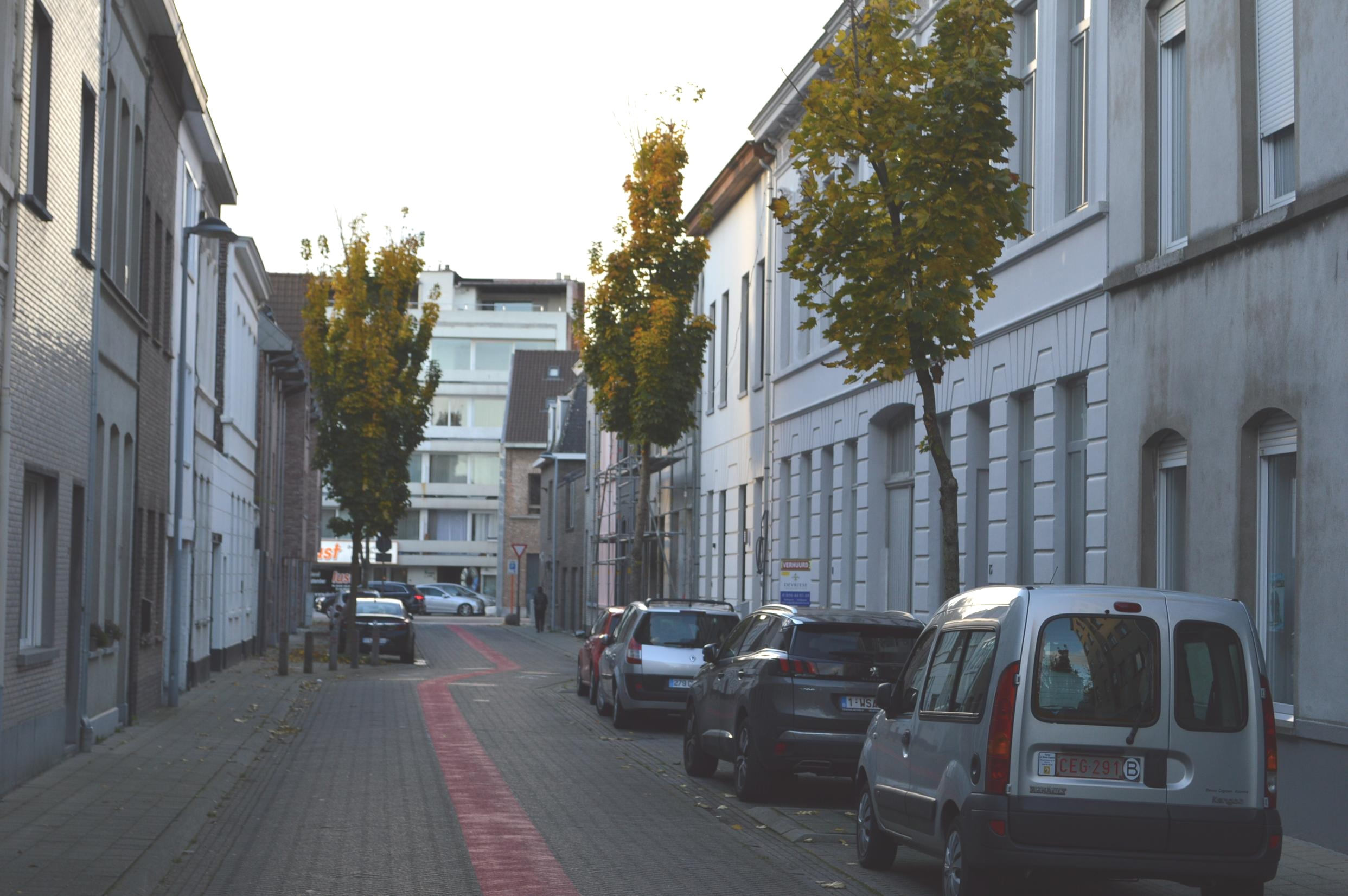
Peter De Coninckstraat

Dit is een lijst van straten in Harelbeke en hun oorsprong/betekenis.

## Bavikhove

### 2
- 25ste linielaan - genoemd naar het Belgische 25ste linieregiment[1]

### A
- Afspanningsstraat - afspanning is een herberg of stalhouderij waar reizigers halt houden. Er bestond in Bavikhove een herberg en wijk met deze naam.
- Asselstraat - vernoemd naar de Assel-kouter, een stuk land in Kuurne. Waarschijnlijk is deze straat de weg die leidt naar de Assel-kouter.

### B
- Bavikhovedorp - dorsplein van Bavikhove
- Bavikhoofsestraat - straat richting Bavikhove. Het heette voor 1977 Harelbeeksestraat.
- Belokenstuk - vernoemd naar Belokenstuk, een stuk land gelegen in de hoek van de Vlietestraat en de Hoogstraat. Het was eigendom van de heerlijkheid Ter Coutere.
- Bruyelstraat - genoemd naar de Bruyelbeek (Bruwelbeke) of herberg Den Bruyel. Gerelateerd is 't Bruwelkin.
- Bruyelvoetweg

### D
- Darmstraat - vernoemd naar de Darmbeek
- Doornhoutstraat - vernoemd naar hoeve 't Hoornhoudt
- Drieshoek - dries = 1. braakliggend akker ; 2. drassig laaggelegen land dat als weide (voor schapen) wordt gebruikt ; 3. dorspleintje ; 4. grond binnen de omheining van een boerderij
- Duivenstuk - naar een stuk land, het Duivenstuk
- Dwarsstraat - deze straat loopt dwars naar de Kervijnstraat

### E
- Eerste Aardstraat - een aerd, een aanlegplaats voor boten een later ook de plaats waar men vlashekkens in de Leie plaatste. De aerd bevond zich op het uiteinde van deze straat aan de Leie. Er was ook een heerlijkheid genaamd ten Aerden.
- Eerste Doorsnijdstraat - doorsnijdende straat doorheen de velden
- Elfbunderen - elfbunderen betekent een stuk grond ter grootte van 11 bunderen. Het komt ongeveer overeen met 15,84 hectare.
- Europastraat - straatnaam werd gegeven om het Europees project bij de bevolking op te roepen.

### F
- Florimond Brysstraat - Florimond Brys (1861-1935), directeur van de vrije school te Bavikhove.

### H
- Haringstraat - op deze plaats stond vroeger een kleine hofstede en herberg genaamd 'de Pekelharingh' of 'in den Haring'.
- Helleput - genoemd naar een waterput genaamd het Helleputjen. Langs deze straat ontsprong ook een beek in een lage weide. Deze bron deed dienst als drinkplaats voor vee en werd in de volksmond Helleput genoemd. De Helleput heette voor 1977 Groendreef.
- Hoog Hemelrijk - genoemd naar de oude hofstede Hoog Hemelrijk die gelegen was langs de Leie.
- Hoogstraat - hoger gelegen straat
- Hoppestraat - hop, plant gebruikt om bier te maken. Genoemd naar de nabije brouwerij

### K
- Kervijnstraat - genoemd naar baron Kervyn de Lettenhove J.M.B. (1817-1891), historicus en politicus. Hij bezat een hoeve en landerijen langs deze weg.
- Koeksken - de oorsprong van de naam is onduidelijk. Het is mogelijk een verbastering van het Hoeksken, wat een naam was van een wijk in Bavikhove.
- Korenstraat - koren
- Kuurnsestraat - straat naar Kuurne

### M
- Madeleine Duchilaan - Madeleine Duchi was onderwijzeres in Bavikhove
- Mandenmakersweg - genoemd naar mandenmakers
- Maurits Bossuytstraat - Maurits Bossuyt was schepen van Kortrijk en provincieraadslid. Hij hielp mee om deze wijk tot stand te brengen.
- Moutstraat - mout, gerst dat wordt gebruikt om bier te brouwen. Genoemd naar de nabije brouwerij De Brabandere. Oorspronkelijk heette deze straat Brouwerijstraat. Met de fusie met Harelbeke in 1977, besliste men de naam te wijzigen gezien er reeds een Brouwerijstraat bestond in Stasegem

### O
- Ooigemsevoetweg - voetweg naar Ooigem
- Oudstrijderslaan - genoemd ter ere van de oudstrijders van beide wereldoorlogen.

### P
- Pouckeweg - genoemd naar Hans van Poucke, mythische Vlaamse ridder bekend van een gelijknamige sage. Hans die op kasteel in Poeke verbleef was een ridder van de 14e eeuw die een groot steekspel in Parijs overwon. Op zijn weg van het kasteel van Poeke naar Parijs vloog hij door Bavikhove vliegensvlug een rechte baan doorheen de streek.

### R
- Rijksweg  - weg die door het rijk (Belgische Staat) werd aangelegd

### S
- Schothoek - genoemd naar de heerlijkheid Schothouck. Schothouck was afhankelijk van de heerlijkheid Ter Borcht in Meulebeke.
- Sint-Amandskouter - genoemd naar de patroonheilige van Bavikhove; Sint-Amandus.
- Sint-Mauruskouter - genoemd naar de Heilige Maurus die in Bavikhove vereerd wordt.
- Stoelvlechtersstraat - genoemd naar een stoelvlechter, iemand die zittingen van stoelen vlecht.

### T
- Ter Coutere - genoemd naar de heerlijkheid Ter Coutere, de grootste heerlijkheid van Bavikhove.
- Ter Kerke - genoemd naar de heerlijkheid Ter Kercke.
- Tiendemeersstraat - tiende verwijst naar de tiende penning, een vroegere belasting. Terwijl Meers verwijst naar de weide die werd verpacht.
- Treurnietstraat -  Volgens een verhaal zag een herbergier de treurwilg graag groeien, en vernoemde zijn etablissement naar diens eer. En toch, ondanks zijn goede zorg, wilden verschillende bomen niet wortel schieten.
- Tuinwijk - tuinwijk
- Tweede Aardstraat - zie Eerste Aardstraat
- Tweede Doorsnijdstraat - zie Eerste Doorsnijdstraat

### V
- Vierbunderhof - zie beneden
- Vierbunderkouter - Vierbunderen betekent een stuk grond ter grootte van 4 bunderen of 5,76 hectare. Vermeld in 1763 in een document van erfopvolging van heerlijkheid Ter Coutere : "Eerst een cauter, genaemt de vierbunderen, daer de behuysde hofstede, scheure en stallyngen op staet met de meerschen."
- Vierkeerstraat - ongeveer in het midden van deze straat stond vroeger een kruispunt genaamd de Vierkeer. Was ook de naam van een herberg op dezelfde plaats.
- Vierschaar - tijdens het ancien régime was een vierschaar een rechtbank van die tijd, voornamelijk voor straffen. In landelijke gebieden was dit meestal een houten bank onder een lindenboom, bijgenaamd de oude gerechtslinde. Daar kwam men samen en werd rechtspraak uitgeoefend. De vierschaar van Ter Coutere bevond zich op het einde van de dreef.
- Vierschaarhof - zie Vierschaar
- Vlierbesstraat - genoemd naar de Vlierstruik, die vaak in de omgeving van hoeven voorkomt.
- Vlietestraat - genoemd naar de Vlietebeek.
- Vondelstraat - genoemd naar de Vondelbeek

### W
- Wagenmakersstraat - genoemd naar een wagenmaker of vervaardiger van rij- en voertuigen
- Wandelingstraat
- Waterstraat - genoemd naar de vele beekjes in de omgeving. Deze straatnaam wordt sinds een heel lange tijd gebruikt.

## Harelbeke

### A
- Abdijstraat - vroeger lag op het einde van de Abdijstraat de Abdijhoeve,  waar eeuwen eerder een brouwerij gevestigd was.
- Acacialaan - acacia, bloemen
- Albert Vandammestraat - vernoemd naar Albert Vandamme, verzetsstrijder
- Albrecht Rodenbachlaan - vernoemd naar Albrecht Rodenbach, 19e-eeuwse dichter
- Amerikalaan - naar Amerika, bondgenoot in de Tweede Wereldoorlog
- Amerikastraat
- Andries Pevernagestraat - vernoemd naar Andries Pevernage (1543-1591) Harelbeeks musicus. Hij componeerde een 100-tal geestelijke liederen en was daarnaast dichter een toondichter.
- Arendsstraat - arend, roofvogel

### B
- Ballingenweg - in de middeleeuwen waren bannelingen, mensen die uit Harelbeke verbannen waren, verplicht langs deze weg door Harelbeke te gaan zonder door het centrum te passeren.
- Bavikhoofsestraat - straat naar Bavikhove
- Beeklaan - laan verwijzend naar de Arendsbeek die vroeger in de omgeving stroomde
- Berkenlaan - berk, boomsoort
- Beverhoek - verwijzend naar de Beversestraat
- Beversestraat - straat naar Beveren-Leie
- Bijenetersstraat - bijeneter, vogel
- Bistierland
- Bleekput - vernoemd naar Den Bleeckput, een landperceel met waterput
- Boterpotstraat - Den Boterpot was vroeger de naam van een tiendegebied in Harelbeke. Op oude kaarten is het Boterpot Straetken terug te vinden. De straat liep voor de aanleg van de spoorweg door tot in de Gavers naar een stuk grond genaamd Den Boterpot.
- Broekplein - genoemd naar een broek, lage graslanden die 's winters onder water staan
- Broelkaai - genoemd naar Den Broel, stuk meersland te Harelbeke. Toen de Leie buiten haar oevers trad, stond Den Broel regelmatig onder water.
- Broelstraat
- Burgemeester Brabantstraat - vernoemd naar Eugène Brabant, burgemeester van Harelbeke van 1842 tot 1843.
- Burgemeester Lanneaustraat - vernoemd naar Gerard-Joseph Lanneau, burgemeester van Harelbeke van 1947 tot 1970.

### C
- Contrabasstraat - contrabas, muziekinstrument

### D
- Damweg - dam, een wal die dient om het water te keren of een smal stuk grond waarover men een door sloten omgeven weiland kan betreden.
- De Teerlink - vernoemd naar den Teerlynck, een van de 14 kantons van Harelbeke-buiten
- De Stip - nieuwbouwproject
- Deerlijksesteenweg - steenweg naar Deerlijk
- Deerlijksestraat - straat naar Deerlijk
- Dennenhof - den, naaldboom
- Dennenlaan

### E
- Eenhanastraat - Harelbeke heeft sinds november 2007 een stedenband met de Namibische stad Eenhana. In 2017 vierden de stadsbesturen van Eenhana en Harelbeke hun 10-jarig partnerschap en werd ter gelegenheid een straatnaam voor Eenhana gekozen. Beide stadsbesturen tekenden datzelfde jaar een SDG-engagementsverklaring.[2]
- Eierstraat
- Eilandstraat - genoemd naar Den Eylander, een perceel land
- Elfde-Julistraat - 11 juli, het feest van de Vlaamse Gemeenschap
- Elzenlaan - els, boomsoort
- Esdoornweg - esdoorn, boomsoort
- Evangeliestraat - evangelie is de leer van Jezus Christus, de blijde boodschap. Op 't einde van het goed 't Hoenaeckere stond op grondgebied Harelbeke een evangelieboom.  Een jaarlijkse processie doorheen Harelbeke op de woensdag na Pinksteren werd gehouden met de relikwieën van de heiligen Gudwaldus en Bertulfus. Bij deze boom hield de processie halte en las de pastoor het evangelie van Johannes en predikte hij daarna. Dit gebruik was weggelaten in 1706 ten gevolge van oorlog. Op 13 december 1711 zou de oude evangelieboom omgewaaid zijn, dus werd een nieuwe op ongeveer 1000 voeten ten noorden van de steenweg geplant.
- Evolis - bedrijventerrein

### F
- Fagotstraat - fagot, muziekinstrument
- Fazantenstraat - fazant, vogel
- Forestier Ingelramstraat - vernoemd naar Forestier Ingelram, tweede woudgraaf van Vlaanderen
- Forestier Liederikstraat - vernoemd naar Forestier Liederik, eerste woudgraaf van Vlaanderen
- Forestiersstraat - vernoemd naar de Forestiers, legendarische gouwheren of woudmeesters van Vlaanderen, zoals de forestiers Liederik de Buc, Liederik II, Ingelram en Odoacer. Harelbeke komt aan bod in oude verhalen en sages waarbij de forestiers aan de grondslag van het graafschap Vlaanderen liggen.
- Frankrijklaan - naar Frankrijk, bondgenoot in de Tweede Wereldoorlog

### G
- Gaversstraat - straat naar recreatiedomein De Gavers
- Gentsesteenweg - steenweg naar Gent
- Gentsestraat - straat naar Gent
- Goedendagstraat - verwijst naar het wapen dat tijdens de Guldensporenslag werd gebruikt.
- Goudberg - genoemd naar Den Goudbergh, een perceel land
- Goudwinde - goudwinde of goudkleurige winde; een siervis / zoetwatervis. Goudwinde werd als straatnaam gekozen door de nabijgelegen Goudberg.
- Graaf Boudewijn I-straat - vernoemd naar Boudewijn I van Vlaanderen, ook wel Boudewijn met den ijzeren arm genoemd. Hij was de stichter van het graafschap Vlaanderen.
- Gravenstraat - vernoemd naar de graven van Vlaanderen
- Gravin Adelahof - vernoemd naar Gravin Adela van Vlaanderen
- Groeningestraat - genoemd naar Groeningekouter in Kortrijk waar de Guldensporenslag plaatsvond
- Groot-Britanjelaan - naar Groot-Brittannië, bondgenoot in de Tweede Wereldoorlog.
- Gulden-Sporenstraat - genoemd naar de Guldensporenslag bij Kortrijk (11 juli 1302). Deze naam werd in de 19e eeuw gegeven door de opkomende Vlaamse Beweging.

### H
- Harlemboislaan - genoemd naar Harlebois, heerlijkheid en een van de 14 kantons van Harelbeke-buiten.
- Harpstraat - harp, muziekinstrument
- Hazelaarsdreef - hazelaar, boomsoort
- Heerbaan - heerbaan, Romeinse hoofdverbindingsweg die streken met elkaar verbond. Deze Romeinse heerbaan liep van Kassel naar Oudenaarde. Voor veel eeuwen was het een drukke verkeersader tussen de versterkte steden Kortrijk en Oudenaarde. Rond deze weg werden archeologische vondsten van een Romeins dorp gevonden.
- Hendrik Consciencehof - vernoemd naar Hendrik Conscience, Vlaams schrijver
- Hendrik Consciencestraat
- Herdersstraat - herder, hoeder van een kudde schapen
- Herpelsstraat - genoemd naar een perceel grond; het Herpelstuck. Herpel is West-Vlaams voor een mannetjeseend.
- Hippodroomstraat - de hippodroom van Harelbeke was gelegen tussen de Hippodroomstraat en de Kortrijksesteenweg.
- Honingboomhof - In 2019 dacht het stadsbestuur om een Hemelboomlaan te noemen en de boomsoort aan te planten. Maar de overheid adviseerde ertegen aangezien het om een invasieve boomsoort ging, dus koos het stadsbestuur in de plaats voor de honingboom.[3]
- Hoornstraat - hoorn, muziekinstrument
- Hospitaalstraat - hospitaal van de Zuster Augustinessen
- Hugo Verrieststraat - vernoemd naar Hugo Verriest, Vlaams schrijver

### J
- Jan Borluutstraat - vernoemd naar Jan Borluut, Vlaams patriciër en staatsman van Gent
- Jan Breydelstraat - vernoemd naar Jan Breydel, Vlaams ambachtsman en volksleider
- Julius Sabbestraat - vernoemd naar Julius Sabbe, Vlaams schrijver en liberaal voorman

### K
- Kapittelstraat - een kapittel was een college van kanunniken die aan een kathedraal of kerk verbonden zijn en waarvoor zij het openbaar koorgebed verrichten. In Harelbeke werd tussen 1035 en 1042 een kapittel gesticht door graaf Boudewijn V en gravin Adela. Het duurde tot 1796 toen de kapittel werd opgeheven door het Franse bewind.
- Kastanjelaan- kastanje
- Kerselaarslaan - in Harelbeke was vroeger een partij land en een herberg genaamd den Kerselaere
- Kindelstraat
- Kinheimstraat - Harelbeke heeft een stedenband met de stad Kinheim, Duitsland
- Klarinetstraat - klarinet, muziekinstrument
- Klaroenstraat - klaroen, muziekinstrument
- Kleine Waregemsestraat - straat die naar Waregem leidt (zie ook Waregemsestraat)
- Kollegelaan - genoemd naar het voormalige St.-Amandscollege in de Collegewijk.
- Kollegeplein
- Koning Albertlaan - vernoemd naar koning Albert I van België
- Koning Leopold III-laan - vernoemd naar koning Leopold III van België
- Koning Leopold III-plein
- Koningin Astridlaan - vernoemd naar Koningin Astrid van Zweden
- Korenbloemstraat - korenbloem, plant met fraaie blauwe kleur dat voornamelijk tussen het koren groeit
- Kortrijksesteenweg - steenweg naar Kortrijk
- Kortrijksestraat - weg naar Kortrijk
- Kouterstraat - genoemd naar een kouter of hoger gelegen akker. De kouter verwijst naar de Gaver Kouter, een van de 14 kantons van Harelbeke-buiten. Zie ook de Koutermolen.

### L
- Labrusstraat - genoemd naar Benedictus Joseph Labre, bijgenaamd de bedelaar.
- Leiestraat - straat richting de Leie toe
- Leliënstraat - lelie, bloem
- Lindenlaan - lindeboom
- Lissebroek - genoemd naar een stuk land genaamd den Lysbrouck.
- Luitstraat - luit, muziekinstrument
- Luxemburghof - naar Luxemburg
- Maagdenput - genoemd naar een waterput genaamd den Maeghdenput op grond van de heerlijkheid Overackere.

### M
- Magnoliastraat - magnolia, bloemen
- Malvertuitstraat - genoemd naar een partij meersen genaamd de Mavertuytten, die volgens Flou voor het eerst vermeld zijn in 1768.
- Marktplein - plein waar markt wordt gehouden
- Marktstraat - loopt naar het marktplein
- Merelstraat - merel, vogel
- Mispelhof - mispel, fruit
- Molenstraat - genoemd naar de Witte Molen die hier vroeger was. Café 't Molenhuis is een herinnering aan deze molen.
- Molhoek - genoemd naar stuk land genaamd den Mol. Er bestond ook een herberg den Mol. Deze herberg wordt al in het jaar 1599 vermeld, maar is nu verdwenen. Een andere mogelijke verklaring van de naam zou kunnen liggen in een kapelletje waar werd gebeden tegen de bof, in de volksmond de mol genaamd. In de jaren 1920 was de Mol een van de 9 wijken die Harelbeke vormden.
- Motestraat - mote, met aarde opgeworpen heuvel.

### N
- Nieuwstraat - nieuwe straat
- Nijverheidsstraat - in deze straat was vroeger het houtverwerkingsbedrijf Charles Verstraete gelegen.
- Noordstraat - straat ten noorden van de spoorweg
- Notelaarslaan - notelaar, boom

### O
- Oliemolenstraat - oliemolen
- Olmenlaan - olm, boom
- Oosterluisdreef - dreef genoemd naar het kanton en hoeve Oosterluys. De hoeve was thuis van een grote heerlijkheid afhankelijk van het Harelbeeks leenhof. Het bevatte een omwalling met kasteel. Intussen zijn de wallen verdwenen, maar is het neerhof bewaard gebleven.
- Ooststraat - genoemd naar de wijk 't Ooste
- Overacker - genoemd naar de heerlijkheid Overacker. Het was de grootste heerlijkheid van Harelbeke. Volgens Sanderus in zijn werk Flandria Illustrata (1641) werden hier eertijds de resten van een "zeer groot kasteel" teruggevonden.
- Overleiestraat - genoemd naar de wijk Overleie

### P
- Papestuk - genoemd naar een stuk land genaamd het Papestuck dat eigendom was van het Sint-Salvatorskapittel. Het Papestuck was gelegen tussen de Stasegemsesteenweg en de Gaversstraat. Paap was een oude term voor priester, dus de naam betekent letterlijk "stuk van de priester".
- Paretteplein - afkomstig van het Frans 'la pirette' of 'parête' betekende oude kersenmarkt. Hier was destijds het fruithof van het kapittel gelegen.
- Paukenstraat - pauken, muziekinstrument
- Peter Benoitlaan - genoemd naar Peter Benoit, Vlaamse componist, dirigent en pedagoog.
- Peter De Coninckstraat - genoemd naar Peter De Coninck, musicus en componist. De straat heette oorspronkelijk gewoon Deconinckstraat, genoemd naar een zekere Ferdinand Deconinck die in de Marktstraat 74 woonde. Hij was eigenaar van de grond waar een toekomstige straat zou komen en schonk deze grond aan de stad. Tijdens de Tweede Wereldoorlog werd echter voorgesteld om die straatnaam te wijzigen in De Coninckstraat, genoemd naar Jozef De Coninck, halfbroer van Peter De Coninck. Hij was kapelmeester in de Sint-Salvatorkerk en stierf op een jonge leeftijd van 29. Uiteindelijk kwam door oorlogsomstandigheden van die straatnaamwijziging niets van terecht. Toen later aan al die straatnamen met een familienaam, een voornaam werd toegevoegd, heeft de stadsbestuur niet gedacht aan Ferdinand, de milde schenker, en ook niet meer aan Jozef. Maar hebben ze zijn broer Peter De Coninck op het straatnaambord geplaatst.
- Peter Pauwel Rubensstraat - genoemd naar Vlaamse schilder Peter Paul Rubens;
- Platanenlaan - plataan, boom
- Plein - plein in het centrum van de wijk 't Eiland.
- Populierendreef - genoemd naar de populier. Vroeger bestond er een goed genaamd te Popeliere. De hoeve te Popeliere of de Vier Linden was thuis van een kleine heerlijkheid, die leen was van het grafelijk leenhof van Harelbeke. In 1762 was het een buitenverblijf. De hoeve verdween omstreeks 2000.
- Prosper De Donckerstraat - genoemd naar Prosper De Doncker,  politicus van Harelbeke en voorzitter van Burgerlijke Godshuizen. Hij gaf een groot fortuin weg aan weldadigheid.

### R
- Reigersstraat - genoemd naar de reiger. Sedert 1976 zijn in het Provinciaal Domein De Gavers een kolonie blauwe reigers waar te nemen. Jarenlang verdween het dier geleidelijk uit de streek, tot de reiger wettelijk bescherm werd.
- René Declercqlaan - genoemd naar René Declercq, dichter
- Rietvoornstraat - rietvoorn, vis
- Rode-Kruisplein - Rode Kruis
- Ruddershove - Ruddershove was in het ancien règime een achterleen van de heerlijkheid Poeke in Beveren-Leie.

### S
- Salviastraat - genoemd naar salvia of salie.
- Schipstraat - straat naar Het Schip. Op het einde van deze straat stond op de hoek een herberg genaamd Het Schip.
- Schoolstraat - in deze straat bevindt zich de Mariaschool, opgericht in 1936
- Smeyershof - Smeyershof, oude boerderij
- Spinetstraat - spinet, muziekinstrument
- Stasegemsesteenweg - steenweg naar Stasegem
- Stasegemsestraat - straat naar Stasegem
- Stationsplein - plein voor het station van Harelbeke
- Stationsstraat - straat naar het station van Harelbeke
- Stedestraat - oude doorgaande weg naar Kuurne. De Stedestraat vormde de noordgrens van Harelbeke-binnen, het gebied waar de schepen van de stad bevoegd voor waren.
- Steenstraat - naar het steen dat gebruikt werd voor bestrating. Het straete van het Steentje kan teruggevonden worden op oude documenten die zich in de omgeving situeerde. Een steenstraat bestond ook in Bavikhove.
- Steenovenstraat - in het verleden waren hier heel wat veldovens waar stenen werden gebakken. Vanaf 1928 tijdens de Interbellum draaiden deze steenovens op volle kracht toen traditionele woningen aan sneltempo werden opgetrokken. In het begin werden vooral gebouwd in Harelbeke, de wijken van 't Eiland en Zandberg om precies te zijn, maar bouwactiviteiten namen al snel toe in omliggende gemeentes.

### T
- Tamboerijnstraat - tamboerijn, muziekinstrument
- Teesweg - in het Harelbeeks dialect betekent Tees een gierigaard. Oorspronkelijk was de Teesweg de weg van het Gaverkasteel in Deerlijk naar Kortrijk, dwars door de Gavermeersen. Op deze weg was geen enkel café te vinden, dus was het uitgesloten dat men geld zou opdoen. Vandaar de link met nen Tees ; gierigaards zouden met opzet de weg nemen om geen geld te verspillen.
- Ter Abdijhoeve - naar de Abdijhoeve die vroeger op het einde van de Abdijstraat lag.
- Ter Perre - genoemd naar het goed Ter Perre. De omwalde hoeve was baas van een kleine heerlijkheid op Harelbeke, Bavikhove en Kuurne. Ter Perre was een leen van de heerlijkheid Nieuwenhuse in Kuurne.
- Tientjesstraat - deze straat is samen met Plein, Vrijheidsstraat, Schoolstraat en Kouterstraat aangelegd in 1936. De naam tientjes zou afgeleid zijn van een gebruikelijke betalingsmethode tijdens het ancien règime, nl. de tiende. Meestal stond de pachter als betaling een tiende van zijn opbrengst af aan de eigenaar van de grond. Een ander mogelijke verklaring voor de straatnaam is dat er in deze straat 10 gelijke huisjes stonden.[4]
- Toekomststraat - toekomst = tijd die nog komen moet
- Tramstraat - herinnert aan de tram die doorheen de straat liep. In 1959 werd de tramlijn afgebroken.
- Triangelstraat - triangel, muziekinstrument
- Tuinbouwstraat
- Tuinstraat
- Tulpenboomstraat - tulpenboom
- Twee-Bruggenstraat - straat tussen twee bruggen

### V
- Vaarnewijkstraat - genoemd naar het leengoed te Vaernewyck dat gelegen was in het zuidwesten van Bavikhove. Er bestaat een Vaarnewijkbeek.
- Veldstraat - verwijst mogelijks naar de open velden die zich uitstrekten voor de aanleg van de nieuwe wijk 't Eiland in de jaren '30.
- Verenigde-Natiënlaan - naar de geallieerden van de Tweede Wereldoorlog.
- Vinkenstraat - genoemd naar de vinkenzetten, traditioneel een Vlaamse sport
- Violettenstraat - violet, bloemen
- Vlaanderenlaan - Vlaanderen
- Vlamingenstraat - Vlamingen
- Vlasstraat - genoemd naar vlas. In de 19e en 20e eeuw was de vlasnijverheid was van groot economisch belang voor de regio.
- Vooruitgangsstraat - straat waar na de grote economische crisis in 1930 huisjes voor arbeiders gebouwd werden. Het lag in de nabije omgeving van de fabriek Houthandel Charles Verstraete.
- Vredestraat - vrede
- Vrijdomkaai -  herinnert aan het Vrijdom, eigendomsrecht van de Sint-Salvatorskerk
- Vrijheidsstraat - vrijdom

### W
- Wagenweg - de Wagenweg heette oorspronkelijk Watermolenvoetweg, later Watermolenstraat, en liep naar de Watermolens. In de volksmond was de straat beter bekend als de Wageweg, dus werd de naam na de Tweede Wereldoorlog gewijzigd.
- Waregemsestraat - straat naar Waregem
- Watermolenstraat - genoemd naar de Harelbeekse watermolens
- Wijdegracht - genoemd naar het kanton de Wydegracht. Ter Wydegracht was een leen van het grafelijk leenhof van Harelbeke.
- Wijdhagestraat - genoemd naar het kanton de Wydhaeghe
- Wilgenlaan - wilg, boomsoort
- Wolvenstraat - genoemd naar de wolf die vroeger in de streek voorkwam. Door oudere Harelbekenaren wordt deze buurt nog de Wulvenhoek genoemd.

### Z
- Zandbergstraat - genoemd naar de wijk Zandberg
- Zavelstraat - zavel, grondsoort bestaande uit klei met 60 tot 80% zand
- Zuidstraat - straat ten zuiden van de spoorweg.

## Hulste

### A
- Aardappelstraat - genoemd naar de aardappel
- Abtsulstraat - het Abbesulbos, van oorsprong abbeshulst (= bois de l'abesse), was een bos tussen Hulste en Ingelmunster van 12 bunders groot, dat toebehoorde aan de Groeningeabdij te Kortrijk. Het werd uitgeroeid voor de aanleg van de steenweg Kortrijk-Brugge.

### B
- Barzestraat - vernoemd naar Barze, een gehucht in Hulste
- Begonialaan - begonia, sierplant
- Beiaardlaan - vernoemd naar het Beiaardlied, een van de populaire composities van Peter Benoit.
- Beukenlaan - beuk, loofboom
- Blauwhuisstraat - genoemd naar het blauw huis (maison bleue)
- Brugsesteenweg - steenweg naar Brugge, aangelegd rond 1750.
- Brugsestraat - straatweg naar Brugge
- Burgemeester Bruneellaan - vernoemd naar Michel Bruneel, burgemeester van Hulste van 1947 tot 1959.

### C
- Chrysantenlaan - chrysant, bloemen

### D
- Dahlialaan - dahlia, sierplant
- Distelbosstraat - Den Distelbosch, een stuk land te Hulste. Er was ook een Distelboschbeke.

### G
- Ginstestraat - straat naar het dorp De Ginste in Oostrozebeke
- Guido Gezellelaan - vernoemd naar Guido Gezelle, Vlaamse priester en dichter

### H
- Havikstraat - genoemd naar de wijk 'den Avick-Hoek en de nabijgelegen Havikbeek. Er was ook een stuk land genaamd 'den Havik'.
- Hazebeekstraat - genoemd naar de Hazebeek
- Hazenstraat - haas, grijsbruin knaagdier
- Hulstedorp - dorsplein van Hulste
- Hyacintenlaan - hyacint, bloem

### K
- Kallestraat - genoemd naar hofstede Kalle te Harelbeke
- Kantstraat - genoemd naar kant, een fijn weefsel van linnen garen dat tot versiering van randen en boorden dient. In deze straat was vroeger een school waar men kon kantklossen.
- Kapelstraat - genoemd naar het vroegere leenhof Te Kapelle gelegen tussen de Hoogstraat en de Leie. Veel kapelletjes in Hulste werden gebouwd in de 18e of 19e eeuw.
- Kasteelstraat - straat waar vroeger het kasteel van Hulste gelegen was
- Kerkhofstraat - straat gelegen nabij het kerkhof van Hulste
- Kerkstraat - straat die leidt naar de St.-Pieterskerk van Hulste
- Klaverbeekdreef - genoemd naar de vroegere Claverbeek, nu Hazebeek
- Klein-Harelbekestraat - genoemd naar de wijk Klein-Harelbeke
- Kuurnsestraat - straat naar Kuurne
- Kwademeerslaan - de Kwade Meersen was de naam van een stuk grond dat van ondermaatse kwaliteit was.
- Kwadestraat - bodem van slechte samenstelling

### L
- Lampernissestraat - genoemd naar een meers en wijk in Hulste. In de omgeving ligt ook de Lampernissebeek.
- Lendeledestraat - straat naar Lendelede
- Lijsterlaan - lijster, vogel
- Lindestuk - genoemd naar een perceel land genaamd Lindestiksken. Waarschijnlijk moeten er daar lindebomen gestaan hebben.

### M
- Meester Van Wijnsberghelaan - genoemd naar Jozef Van Wijnsberghe (1877-1952), hoofdonderwijzer van Hulste. Hij was tevens voorzitter van tal van verenigingen.
- Meidoornlaan - meidoorn
- Minister Alfred De Taeyelaan - genoemd naar Alfred De Taeye, politicus
- Muizelhof - genoemd naar herberg en wijk De Muizel in Hulste. Imposant monument is de Muizelmolen.
- Muizelstraat

### N
- Nachtegalenlaan - nachtegaal
- Narcissenlalan - narcis, bloemen
- Nieuwenhovestraat - straat naar Nieuwenhove

### O
- Oostrozebeeksestraat - straat naar Oostrozebeke

### P
- Potteriehoek - de Potterie is een oude naam van wijk tussen Hulste en Ingelmunster

### S
- Seringenlaan - sering
- Sijsjeslaan - sijs of sijsje

### T
- Ter Elstweg - genoemd naar de heerlijkheid Ter Elst
- Tieltsestraat - straat naar Tielt. Een steenweg van Kortrijk naar Tielt was gepland en getekend in 1750, maar nooit uitgevoerd.
- Tombroekstraat - genoemd naar de Tombrouck, een heerlijkheid in Lendelede. Waarschijnlijk leidde deze straat naar de Tombroek.
- Tulpenlaan - tulp, bloemen

### V
- Vlietestraat - genoemd naar de Vlietebeek. Voor 1977 noemde het de Statiestraat.
- Vlietehof
- Vrijlegemstraat - genoemd naar de Vrijlegemhoeve. De hoeve heeft een lang verleden en werd al in 964 vermeld. Het zou ooit nog aan de ridders van Malta hebben toebehoord.

### W
- Wantestraat - genoemd naar De Wante, een wijk nabij Otteca in Hulste. Er was ook een Wantebeke.

### Z
- Zwaluwenlaan - zwaluw

## Stasegem

### B
- Banhoutstraat - vernoemd naar het Banhout, een bos en heerlijkheid te Deerlijk, Heestert en Zwevegem. Dit was de straat die liep naar het Banhoutbos.
- Beneluxlaan - vernoemd naar Benelux, een economisch samenwerkingsverband tussen België, Nederland en Luxemburg
- Blokkestraat - vernoemd naar De Blokken, een voormalig stuk land in Zwevegem. De straat liep door naar De Blokken.
- Boekweitstraat - boekweit, plant uit de duizendknoopfamilie
- Boerderijstraat - boerderij
- Bosdreef - dreef naar het Kanaalbos
- Brouwerijstraat - genoemd naar een brouwerij die vroeger in Stasegem gelegen was. Het werd in 1835 opgericht door August Deconinck, samen met twee rijen volkswoningen (in de volksmond gekend als Concink's reke). De brouwerij bracht een dorpskern tot stand en pogingen werden gemaakt door de brouwer om Stasegem een zelfstandige gemeente te maken. De brouwerij sloot in 1970.
- Brouwerspark

### C
- Cantecleerstraat - vernoemd naar Cantecleer, personage en haan uit het verhaal van Reinaert de vos.

### D
- De Sterre - een woonwijk in Stasegem gebouwd in 2008 op de site van de vroegere school van het gemeenschapsonderwijs.[5]

### E
- Eikenstraat - eik, bomengeslacht uit de beukenfamilie.
- Eiktronk - genoemd naar Den Eecktronck, een perceel land

### G
- Generaal Deprezstraat - generaal Hector Deprez
- Gerststraat - gerst
- Groendreef - dreef omgeven door veel groen: bomen, struiken, gras…

### H
- Hallestraat - D'Halle, een heerlijkheid; en het goed Te Halle. De heerlijkheid Halle was een van de belangrijkste van Harelbeke. Het goed Halle was een mooi voorbeeld van een middeleeuwse hoeve in Harelbeke, met dubbele omwalling met de Gaverbeek die er doorheen vloeit. Later werden de gronden van de Halle verkaveld en verdween de hoeve in 1969 om plaats te maken voor een woonwijk.
- Hermelijnstraat - vernoemd naar Hermelijn, personage en vos uit het verhaal van Reinaert de vos.
- Hermitage - hermitage, verblijfplaats van een heremiet. Heremieten waren mensen die uit religieuze overtuigingen zich afzonderden van de maatschappij om dichter bij God te komen. In Stasegem leefde in 17e eeuw een kluizenaar in een kluizenaarshut genaamd Sint-Antoniushermitage, die gelegen was aan de westzijde van de Ommegangstraat. Het bestaan van een kluis wordt bevestigd door een inschrijving in de oude parochieregisters van Harelbeke waar op 21 december 1705 het overlijden genoteerd staat van Petrus Vanderbeken, eremiet te Stasegem.

### I
- Iepersestraat - straat die vroeger naar Ieper liep. Deze straat is een overblijfsel van de Romeinse heerbaan van Kassel naar Oudenaarde die doorheen Stasegem liep.
- Isengrijnstraat - vernoemd naar Isegrim of Isengrijn, wolfpersonage uit het verhaal van Reinaert de vos.

### K
- Kamutstraat - kamut, tarwevariant
- Kanaalstraat - straat die langs het kanaal Kortrijk-Bossuit loopt
- Keizershoek - mogelijk vernoemd naar het vroegere café "De Keizer"
- Keizersstraat
- Klein Katrol - genoemd naar het goed Te Catrols en huis dat de naam Te Cleen Catrols had. Te Catrols was een omwalde hofstede die afhing van het grafelijk leenhof van Harelbeke. In 1762 was het goed een hof van plaisance of een buitenverblijf. De hofstede verdween omstreeks 1800, terwijl de mote nog tot 1950 bewaard bleef.
- Klinkaardstraat - een klinkaard is een klinker. Klinkers worden gebruikt voor de aanleg van straten en meer recentelijk voor opritten en terassen.
- Klokkeput - in de huidige Generaal Deprezstraat was vroeger een put te zien waar kinderen uit de buurt gingen ravotten. In de volksmond werd deze put de Klokkeput genoemd. Volgens een legende zou op deze plaats een kapel hebben gestaan die op zekere put verzonken is. 's Nachts zou het geluid van de klok gehoord worden. Sindsdien zouden verschillende mensen geprobeerd hebben om de put op te vullen, maar het is hen nooit volledig gelukt. Steeds opnieuw verzonk de grond en werd er een put gevormd.
- Kruiske
- Kuipersstraat - in Stasegem bestond vroeger een typisch dorpscafé dat 'In het Kuipke' heette.

### L
- Luipaardstraat - genoemd naar een luipaard

### M
- Masteluinstraat - masteluin, mengsel van half tarwe en half rogge
- Meersstraat - verwijst naar de Gavermeersen. Vandaag zijn deze meersen echter verdwenen. Het blijft toch nog steeds bestaan in de straatnaam.

### N
- Nobelstraat - vernoemd naar koning Nobel, personage uit het verhaal van Reinaert de vos.

### O
- Ommegangstraat - genoemd naar de ommegang of processie die in Stasegem werd gehouden. Vroeger kwamen ommegangen vaker voor en werd in zowat elk dorp een processie gehouden.
- Oudenaardsestraat - straat die vroeger naar Oudenaarde leidde

### P
- Politieke Gevangenenstraat - tijdens de Tweede Wereldoorlog werden in Harelbeke een aantal mensen politiek gevangen genomen. Enkele daarvan woonden in deze straat.

### R
- Reinaertstraat - vernoemd naar Reinaert de Vos, het hoofdpersonage uit het middeleeuws epos Van den vos Reynaerde. In de buurt zijn er nog zijstraten vernoemd naar de personages.
- Roggestraat - rogge

### S
- Schaapsdries - genoemd naar een stuk land genaamd den Schaepdriesch
- Speltstraat - spelt,  grove tarwe
- Spinnerijstraat - genoemd naar de twee grote spinnerijen die zich in deze straat vestigden: de Kortrijkse Katoenspinnerij en Courtextyl.
- Spoorwegstraat - straat naar de spoorweg. De spoorlijn had vroeger een halte in Stasegem.
- Stasegemdorp - dorpsplein van Stasegem
- Steenbrugstraat - genoemd naar de wijk Steenbrugge
- Steentje - genoemd naar een paalsteen, die waarschijnlijk hier gezet was om de grens van de parochie Harelbeke aan te duiden. De paalsteen verdween in het midden van de jaren 1970.
- Stijn Streuvelsstraat - genoemd naar Stijn Streuvels, Vlaams romanschrijver.

### T
- Tarwestraat - tarwe
- Tibeertstraat - vernoemd naar Tibeert, personage en kater uit het verhaal van Reinaert de vos.

### V
- Vaartstraat - straat gelegen in de omgeving van kanaal Kortrijk-Bossuit
- Veldrijk - genoemd naar het kanton Den Veldryck Couter en naar de heerlijkheid Velderycke.
- Venetiëlaan - naar Venetië. Vroeger was hier de heerlijkheid Venissen met de hoeve Groot Venissien. Ze zou haar naam hebben gekreggen van Jacob Scaec, die een tijdlang gezant was van Venetië. Hij was eigenaar van het goed tot 1442. De hoeve was omwald, maar is nu verdwenen.
- Vissersstraat  - straat gelegen in de omgeving van kanaal Kortrijk-Bossuit, en een vissersplaats.

### W
- Weverijstraat  - met de straatnaam worden veel Harelbeekse weverijen in het verleden herinnerd

### Z
- Zwevegemsestraat - straat naar Zwevegem